# SFK Etyr Wielkie Tyrnowo
SFK Etyr Wielkie Tyrnowo (bułg. СФК Етър Велико Търново) – bułgarski klub piłkarski, mający siedzibę w mieście Wielkie Tyrnowo w środku kraju.

## Historia
Chronologia nazw:
- 17.07.2013: OFK Etyr Wielkie Tyrnowo (bułg. ОФК Етър Велико Търново)
- 19.06.2016: SFK Etyr Wielkie Tyrnowo (bułg. СФК Етър Велико Търново)

Klub piłkarski OFK Etyr Wielkie Tyrnowo został założony w miejscowości Wielkie Tyrnowo 17 lipca 2013 roku. Po wykupieniu licencji od Botew Debełec klub w sezonie 2013/14 startował w trzecioligowych rozgrywkach - Grupie "W", gdzie zajął 5.miejsce w północno-zachodniej grupie. W sezonie 2014/15 był drugim w grupie. W sezonie 2015/16 klub zwyciężył w północno-zachodniej Grupie "W" i awansował do Wtorej PFL Mistrzostw Bułgarii. 19 czerwca 2016 klub zmienił nazwę na SFK Etyr Wielkie Tyrnowo. Debiut w II lidze był udanym, w swoim pierwszym sezonie klub zajął pierwszą lokatę i otrzymał promocję do I ligi bułgarskiej.

## Sukcesy

### Trofea międzynarodowe
Nie uczestniczył w rozgrywkach europejskich (stan na 31-05-2017).

### Trofea krajowe
| \| \| Zdobyte trofea w rozgrywkach Bułgarii (stan na: 31-05-2017) \| |                                                             |      |          |
| Rozgrywki                                                            | Osiągnięcie                                                 | Razy | Sezon(y) |
| · Mistrzostwo                                                        | I miejsce                                                   | 0    |          |
| · Mistrzostwo                                                        | II miejsce                                                  | 0    |          |
| · Mistrzostwo                                                        | III miejsce                                                 | 0    |          |
| · Mistrzostwo                                                        | ?.miejsce                                                   | 1    | 2017/18  |
| Puchar                                                               | zdobywca                                                    | 0    |          |
| Puchar                                                               | finalista                                                   | 0    |          |
| Puchar                                                               | ćwierćfinalista                                             | 1    | 2017/18  |
| II liga                                                              | I miejsce                                                   | 1    | 2016/17  |
| II liga                                                              | II miejsce                                                  | 0    |          |
| II liga                                                              | III miejsce                                                 | 0    |          |
| Bułgaria                                                             | Zdobyte trofea w rozgrywkach Bułgarii (stan na: 31-05-2017) |      |          |

- Grupa "W":
  - mistrz (1x): 2015/16 (północno-zachodnia)
  - wicemistrz (1x): 2014/15 (północno-zachodnia)

## Stadion
Klub rozgrywa swoje mecze domowe na stadionie Iwajło w Wielkim Tyrnowie, który może pomieścić 25000 widzów.